# 超番ワニオ
『超番ワニオ』（ちょうばんワニオ）は、『コミックGOTTA』で連載されていた樫本学ヴによる日本の漫画作品。

## あらすじ
「トモリン」こと鈴木トモヤは、前の学校ではいじめに遭っていたが、父の仕事の都合で転校することになった県立我武里（がぶり）高校ではうまくやっていこうと心に決めていた。
しかし新しい高校は不良だらけと知り、再びいじめられる生活に逆戻りと大ショックのトモヤが出会ったのは、学園の番長・木村ワニオだった。

## 登場人物

### 主要人物
木村 ワニオ（きむら ワニオ）
主人公。県立我武里高校の番長で、外見はワニそのものであるが、学校には普通に馴染んでいる。
鈴木 トモヤ（すずき トモヤ）
もう一人の主人公。愛称「トモリン」。少々気弱な冴えない性格で、前の学校ではいじめに遭っていた。転校先の学校が不良ばかりと知ってショックを受けるも、隣の席となったワニオに振りまわされるようになる。
普段は丸眼鏡をかけた小柄な容姿だが、実は眼鏡を外すと、ワニオを驚愕させるほどの別人のような長身の美男子に変わる。

### 学校関係者
コアラ番長 / 佐藤 ユカリ（さとう ユカリ）〈本名〉
見かけは可愛らしいコアラだが、その実態は我武里高校の伝説の裏番長で、性格もヤンキーそのもの。
八木田 メエ（やぎだ メエ）
ワニオとトモヤのクラスの転校生。スタイル抜群で、縦ロールが特徴的なお嬢様。
セバスチャン
メエの執事。ワニオでさえも怖がらせるほど怖い顔つきをしている。
担任の先生
ワニオとトモヤのクラスの担任教師。天然な性格で、語尾に「じょー」をつけるのが口癖。

### ワニオの家族
木村 敦夫（きむら あつお）、木村 園子（きむら そのこ）
ワニオの両親。ワニオとは異なり、普通の人間と変わらない美男美女の夫婦であるが、ワニの尻尾が生えている。
木村 奈々美（きむら ななみ）
ワニオの妹。兄のワニオとは異なり、外見は普通の人間と変わらない美少女で、ツインテールとワニの尻尾がチャームポイント。
昔飼っていたペットの猿に似ているという理由から、トモヤのことを気に入っている。